# Mathilde (Ostfrankenreich)

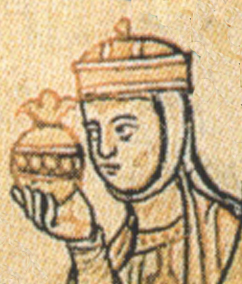
Mathilde in einer Handschrift der Chronica Sancti Pantaleonis aus dem frühen 13. Jahrhundert. Wolfenbüttel, Herzog August Bibliothek, Cod. Guelf. 74.3 Aug. 2°, pag. 226

Mathilde (althochdeutsch „die im Kampf Mächtige“; * um 896; † 14. März 968 in Quedlinburg) war eine sächsische Adelige und durch ihre Heirat 909 mit Heinrich I. nach 919 die erste liudolfingische Königin im ostfränkischen Reich. Aufgrund ihrer aktiven Heiratspolitik – ihre Kinder wurden (teilweise wiederholt) mit zahlreichen Großen der benachbarten Reiche und Herzogtümer verheiratet – wurde sie zur „Schwiegermutter Europas“. Als ihr ältester Sohn Otto 962 in Rom zum Kaiser gekrönt wurde, machte dies Mathilde zur Mutter eines amtierenden Kaisers. Sie gründete auf den Besitztümern ihrer Mitgift (dos) mehrere geistliche Einrichtungen wie Frauenstifte und arbeitete aktiv an deren langfristiger Verstetigung. Den Zeitgenossen galt sie als ausgesprochen fromm, gerecht und wohltätig. Maßgebliche Quellen über das Leben und Wirken Mathildes sind ihre zwei Lebensbeschreibungen sowie die Sachsengeschichte Widukinds von Corvey.

## Leben

### Herkunft und Ehe mit Heinrich I.

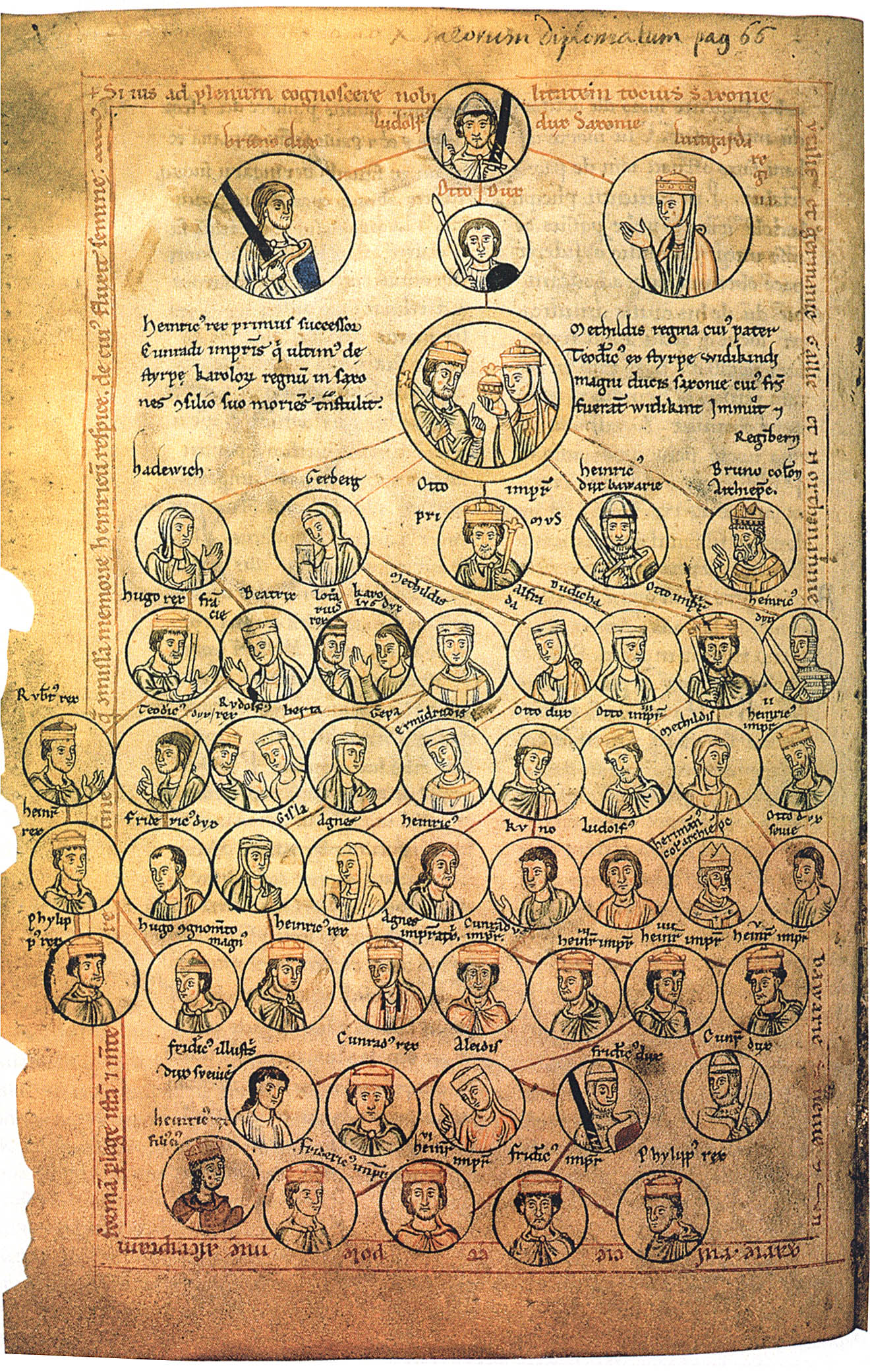
Verwandtschaftstafel der Liudolfinger mit Heinricus rex und Methildis regina im Doppelkreis (Chronica St. Pantaleonis, zweite Hälfte des 12. Jahrhunderts. Herzog August Bibliothek, Wolfenbüttel, Cod. Guelf. 74.3 Aug., pag. 226)

Mathilde war die Tochter von Reinhild, die aus einer Adelsfamilie mit dänisch-friesischen Wurzeln stammte. Ihr Vater war der sächsische Graf Dietrich, ein Nachkomme des Sachsenherzogs Widukind, der Karl dem Großen lange Widerstand leistete. Mathilde wird der sogenannten „widukindisch-immedingischen Verwandtengruppe“ zugerechnet. Sie wurde um 896 geboren und im Kloster Herford von ihrer gleichnamigen Großmutter erzogen. Mathilde hatte drei Schwestern, Amalrada, Fridarun und Bia. Bia heiratete Graf Wichmann den Älteren, wodurch eine Allianz zwischen Liudolfingern und Billungern geschaffen wurde, was die Besitztümer der Familie nach Westen ausdehnte. 909 wurde Mathilde auf der Königspfalz Wallhausen mit Heinrich, dem späteren Herzog von Sachsen (ab 912) und ostfränkischen König (ab 919), vermählt, nachdem dieser seine erste Ehe mit Hatheburg von Merseburg hatte annullieren lassen. Sie gebar fünf Kinder: Otto (912–973), der 962 zum Kaiser in Rom gekrönt wurde, Gerberga (913–968/69), die erst Herzog Giselbert von Lothringen und später den karolingischen König Ludwig IV. von Frankreich heiratete, Hadwig (914/19–965/80), die den Kapetinger Hugo der Große heiratete, Heinrich (919/22–955), der 948 zum Herzog von Bayern ernannt wurde, und Brun (925–965), der 953 zum Erzbischof von Köln gewählt und 954 zum Herzog von Lothringen ernannt wurde.

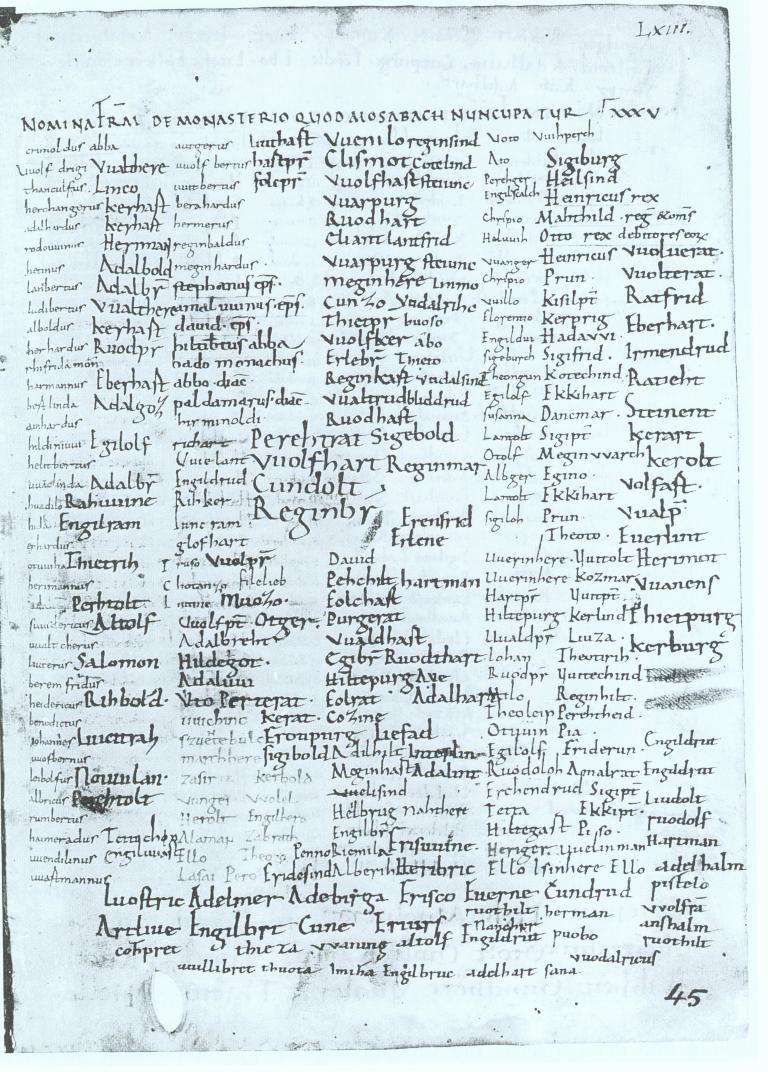
Namenseinträge der Familie König Heinrichs I. von 929 im Reichenauer Verbrüderungsbuch. In der zweiten Spalte von rechts steht unter Heinricus rex seine Gemahlin Mathild[e] reg[ina] et om[ne]s debitores eo[rum]. Zürich, Zentralbibliothek, Sign. Ms. Rh. hist. 27, pag. 63

Mathilde hielt wohl den um 922 geborenen Heinrich für den würdigsten Nachfolger im Königsamt für ihren verstorbenen Gatten. Heinrich wurde geboren, als Mathildes Mann bereits König war. König Heinrich hat jedoch zu seinen Lebzeiten bestimmt, dass nur der älteste Sohn Otto ihm auf den Königsthron folgen sollte. Er beendete damit auch die karolingische Praxis der Teilung des Reiches unter allen legitimen Söhnen. Am 16. September 929 erhielt Mathilde von ihrem Mann in der von Carl Erdmann erstmals so genannten „Hausordnung“ an den Orten Quedlinburg, Pöhlde, Nordhausen, Grone und Duderstadt mit den jeweiligen Burgstädten und Zubehör ihr Wittum (Witwengut) zur Nutzung auf Lebenszeit. Nach ihrem Tod sollte das Wittum für die nächste Königin verwendet werden. Diese Verfügung geschah in Gegenwart seiner Getreuen und mit Zustimmung seines Sohnes. Bereits während ihrer Zeit als Königin setzte sie sich für Frauenklöster ein und soll darüber hinaus mit ihrem starken Gerechtigkeitssinn die Herrschaft ihres Mannes beeinflusst haben.

### Wirken als Witwe
Die Pflege des Gedenkens, die memoria, war die wichtigste Aufgabe einer Witwe. Mathilde gründete am 31. Juli 936 in Heinrichs Bestattungsort Quedlinburg ein Stift. Zwischen Mathilde und Otto kam es anscheinend zu Spannungen. Ottos Königserhebung fand am 7. August 936 in Aachen statt. Mathilde war am 31. Juli 936 jedoch in Quedlinburg und konnte wohl wegen der großen räumlichen Distanz von 500 Kilometern zwischen den beiden Orten an der Königserhebung nicht teilgenommen haben. Die freie Verfügung über ihr Witwengut, welches ihr Heinrich I. vor seinem Tod zugesprochen hatte, sorgte in den Jahren 936 bis 946 für Streit zwischen Königin Mathilde und ihrem Sohn Otto I. In einer Stiftungsurkunde vom 13. September 936 entzog Otto Mathilde die von Heinrich I. zugesicherte Kontrolle über das von ihr gegründete Stift. Nach der älteren Lebensbeschreibung musste Mathilde sich sogar auf ihr väterliches Erbe in Enger zurückziehen. Das Dionysius- und Servatiusstift in Quedlinburg wurde zum wichtigsten Zentrum des Gebets und des Totengedenkens im ostfränkischen Reich. Zudem wurden in Quedlinburg sowie anderen Frauenstiften des ostfränkischen Reiches Töchter des höheren Adels erzogen, um diese später als Heiratskandidatinnen oder Äbtissinnen einzusetzen und so den familiären Einflussbereich zu vergrößern. Mathildes Enkelin ebenfalls mit dem Namen Mathilde, Tochter Ottos I. und Adelheids von Burgund, wurde 966 die Leitung des Stiftes übertragen. Die damals 14 Jahre alte jüngere Mathilde wurde so 30 Jahre nach der Gründung des Stiftes Quedlinburg zur ersten geweihten Äbtissin. Ottos Frau, Königin Edgith, soll schließlich die Versöhnung herbeigeführt haben, bei der Mathilde ihre Güter überlassen und Otto für seine Taten vergeben wurde.
Auch auf ihren anderen Besitztümern stiftete Mathilde geistliche Einrichtungen, unter anderem in Enger, wo sie zwischen 936 und 947 ein Kanonikerstift gründete und sich mehrmals aufhielt. Ihre letzte Stiftung tätigte sie 961 in Nordhausen. Um ihren Besitz zusätzlich zu schützen, erwirkte Mathilde in der Zeit vor ihrem Tod Anfang 968 noch päpstliche Privilegien für alle ostsächsischen Frauenklöster. Ihre Bemühungen waren jedoch wenig nachhaltig, da Otto I. und Ottos II ihr Wittum nach ihrem Tod neu vergaben; es ging schließlich im Jahr 972 in der Heiratsurkunde an die Frau Ottos II., Theophanu, über.

### Tod

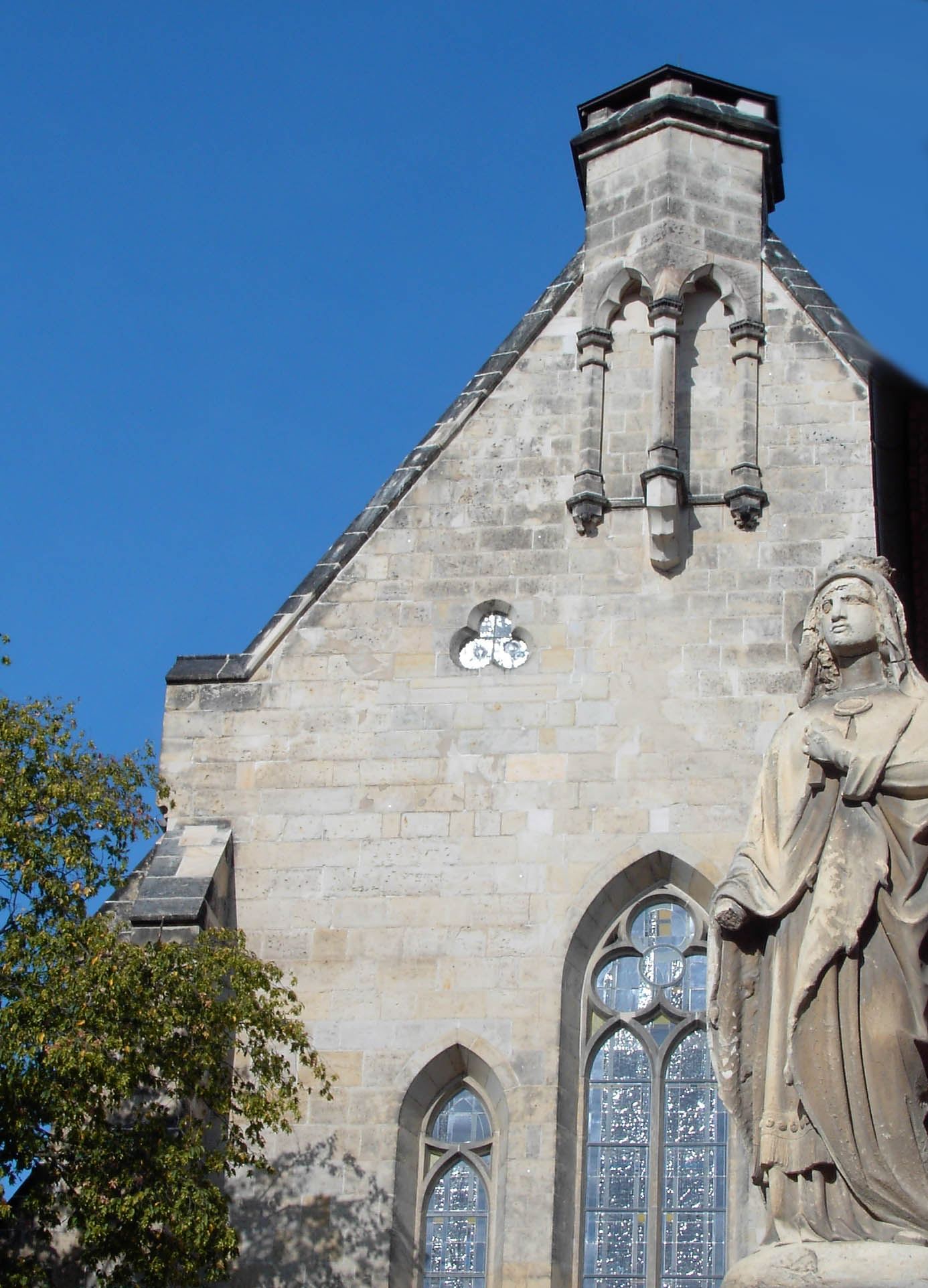
Statue der heiligen Mathilde vor der ihr geweihten Kirche in Quedlinburg

Nach langer Krankheit verstarb Königin Mathilde am 14. März 968 im von ihr gegründeten Servatiusstift in Quedlinburg. Dort wurde sie an der Seite ihres Mannes in einem Vorgängerbau der heutigen Stiftskirche bestattet.

## Mathilde in Nachwelt und Forschung

### Mathildenviten
Fast alle Informationen zur Königin Mathilde stammen aus zwei Lebensbeschreibungen, der früheren (Vita Mathildis reginae antiquior) und der späteren Vita (Vita Mathildis reginae posterior). Die frühere Vita wurde bald nach dem Tod der Königin im Jahr 968 geschrieben. Sie wird auf den Zeitraum zwischen 973 und 975 datiert, da sie mit dem Tod Ottos I. und der Nachfolge seines Sohnes Otto II. um 973 endet. Sie nennt Otto II. als Auftraggeber. Als Entstehungsort gilt gemeinhin das Nonnenkloster Nordhausen. Bernd Schütte hält als Entstehungsort der Vita auch Quedlinburg für denkbar. Auch die Verfasserfrage ist nicht eindeutig geklärt. Da allerdings sowohl Nordhausen als auch Quedlinburg Frauenkonvente waren, wird von einer weiblichen Autorin ausgegangen. Hierbei könnte Ricburg, die erste Äbtissin von Nordhausen, in Frage kommen, aufgrund der vertrauten Darstellung der Beziehung zwischen der Äbtissin und Mathilde. Die spätere Vita muss nach 1002 entstanden sein, da sie König Heinrich II. gewidmet ist, der in diesem Jahr zum König gekrönt wurde. Auch hier wird beim Entstehungsort Nordhausen angenommen, doch wird grundsätzlich vom Bereich Sachsen gesprochen. Wer die Vita verfasst hat, bleibt unklar, obwohl die spätere Vita für eine eher klösterliche als bischöfliche Zielgruppe geschrieben wurde.
Während ihres gesamten Lebens zeichnete sich Mathilde als Wohltäterin und Gründerin von geistlichen Stiftungen aus – dies wird mehrfach in beiden Lebensbeschreibungen über sie zum Ausdruck gebracht.

### Rezeption

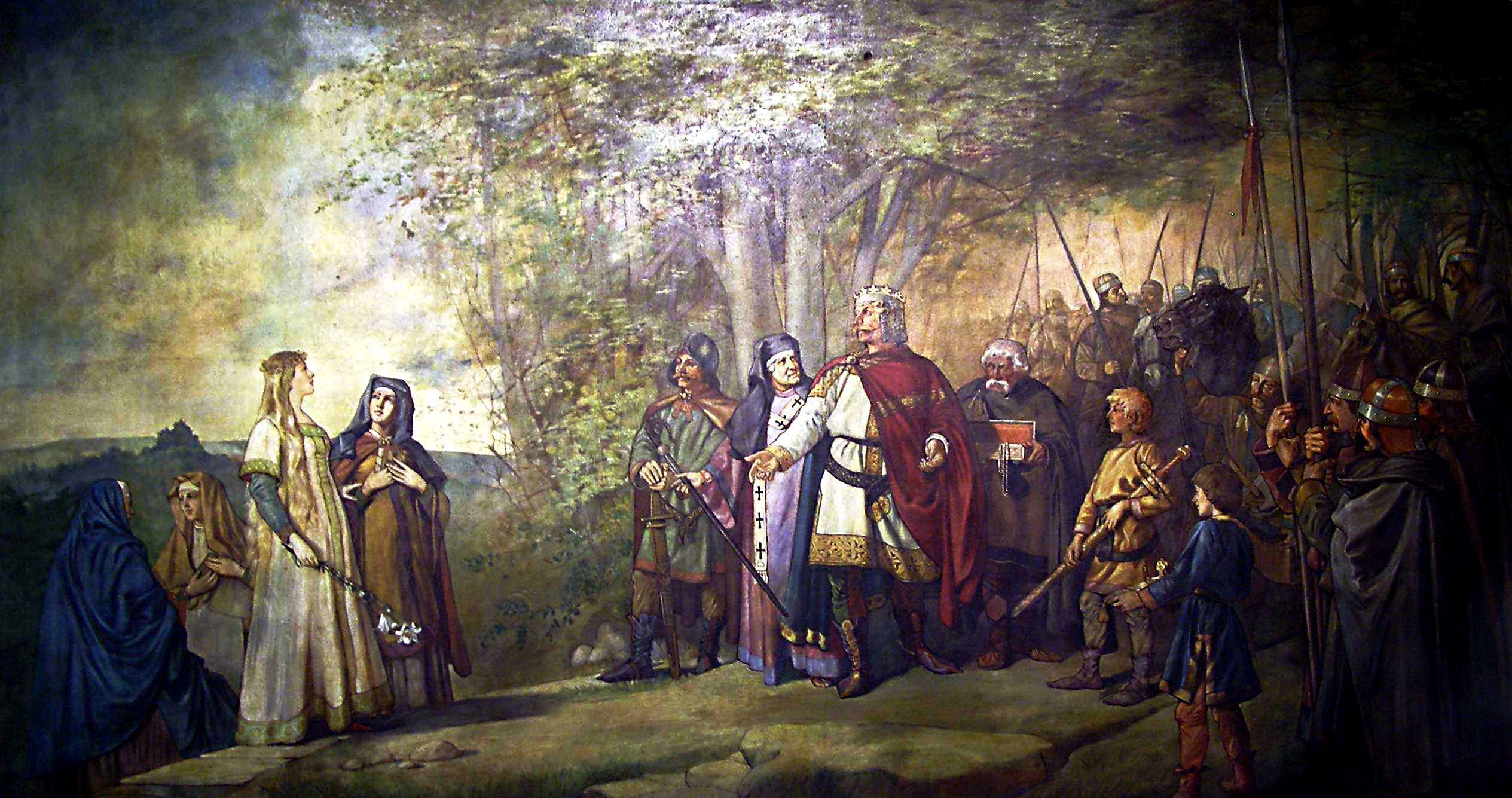
Die „Brautwerbung“ wird in dem romantisierenden Gemälde (1896) von Konrad Astfalck ins Freie verlegt.

Die Brautwerbung Heinrichs um Mathilde hielt Ferdinand Leeke in einem Holzstich um 1890 fest (Heinrich der Vogler wirbt um Mathilde). Auch Konrad Astfalck widmete sich 1896 diesem Vorgang in einem Historiengemälde, das als Wandbild in der Aula des Volkshochschulgebäudes in Herford hängt.  Adolph Ehrhardt verarbeitete um 1860 in einem Holzstich (Die Königin Mathilde am Sterbebette Heinrichs I.) Mathildes Anwesenheit beim Tod ihres Ehemannes Heinrich. Mit dem Tod Mathildes setzte sich Friedrich Hottenroth in einem Holzstich um 1870 (Die letzten Augenblicke der Königin Mathilde) auseinander.
Eine Gedenktafel für sie fand Aufnahme in die Walhalla-Gedenkstätte bei Regensburg. Ihr Patrozinium tragen die Kirchen St. Mathilde (Laatzen), St. Mathilde (Quedlinburg), St. Mathilde (Roßleben) sowie das Mathilden-Hospital und das Königin-Mathilde-Gymnasium in Herford. Ihr Gedenktag ist der 14. März (evangelisch und römisch-katholisch).

### Forschung
Die Mittelalterforschung war lange Zeit vor allem durch rechts- und verfassungsgeschichtliche Themen um Herrschaft und Staat im europäischen Mittelalter geprägt gewesen. Im Blickpunkt stand immer der König als Repräsentant des mittelalterlichen Reichs. In dieser Forschungstradition hatte die Königin und Fürstin nur eine untergeordnete Bedeutung, ihre Rolle im mittelalterlichen Herrschaftssystem glaubte die Forschung mit der Formel von der „consors regni“, der Teilhaberin der Macht, genügend beschrieben zu haben. Erst seit dem Beginn der 2000er Jahre widmet sich die Mediävistik verstärkt den Königinnen als Ratgeberin, Vermittlerin, Regentin, Reichsverweserin oder Statthalterin. Mathildes Wirken wurde von der neueren Forschung bislang noch nicht systematisch aufgearbeitet. Der Todestag Mathildes jährte sich am 14. März 2018 zum 1050 Mal. Die Stadt Enger beging das Jubiläum mit einer Ausstellung, einem Vortrag und einer Veröffentlichung. Gerd Althoff legte zu diesem Anlass für einen breiteren Leserkreis eine Überblicksdarstellung vor.